# Palicourea albert-smithii
Palicourea albert-smithii är en måreväxtart som beskrevs av Paul Carpenter Standley. Palicourea albert-smithii ingår i släktet Palicourea och familjen måreväxter. Inga underarter finns listade i Catalogue of Life.